# І з вами знову я... (фільм, 1981)
«І з вами знову я...» (рос. «И с вами снова я») — російський радянський художній фільм 1981 року режисера Бориса Галантера.

## Сюжет
Епізоди з життя Олександра Пушкіна в листах і свідченнях сучасників.

## У ролях
- Олександр Пономарьов
- Ірина Калиновська
- Олександр Калягін
- Альберт Філозов
- Анна Твеленьова
- Валерій Єрьомичев
- Михайло Козаков
- Олександр Кайдановський
- Юрій Богатирьов
- Ігор Костолевський
- Тамара Чернова
- Матлюба Алімова

## Творча група
- Сценарій і постановка: Борис Галантер
- Оператор-постановник: Євген Анисимов
- Композитор: Шандор Каллош